# Верхний Шергольджин
Ве́рхний Шергольджи́н — село в Красночикойском районе Забайкальского края. Административный центр сельского поселения «Верхнешергольджинское».

## География
Расположено в 46 км к юго-западу от районного центра — села Красный Чикой, на правом берегу речки Верхний Шергольджин, в 4 км севернее места её впадения в Чикой.

## История
Основано бурятами в 1-й половине XIX века.

## Население
| 1926 | 1998 | 2002 | 2010 | 2021 |
| ---- | ---- | ---- | ---- | ---- |
| 870  | ↘506 | ↘460 | ↘365 | ↘298 |

## Инфраструктура
Средняя общеобразовательная школа, дом культуры, отделение почты, отделение Сбербанка.